# Nedtællinger
|  | Denne artikel er oprettet af botten PalnaBot ud fra en ekstern database. Den kan derfor have sproglige fejl eller mangler. Denne skabelon kan fjernes efter kontrol af indholdet. |

Nedtællinger er en kortfilm instrueret af Charlotte Brodthagen, Charlotte Brodthagen efter manuskript af Charlotte Brodthagen, Charlotte Brodthagen.

## Handling
Marie og Rune mødes og forelsker sig. I seks sekvenser bliver vi ledt igennem deres forhold bagfra - fra det der gør mest ondt til den søde begyndelse. Selvom livet leves forlæns, forstås det baglæns.